# Cantalejo
Cantalejo (Gacería: Vilorio Sierte) est une commune de la province de Ségovie dans la communauté autonome de Castille-et-León en Espagne.

## Jumelage
- Ligueil (Indre-et-Loire) (France)